# Boom!Studios
La Boom!Studios è una casa editrice di fumetti statunitense fondata da Ross Richie nel giugno 2005. A distanza di quattro mesi vince il premio del distributore (unico) Diamond Comic come miglior nuova casa editrice e ben presto si contraddistingue nel mercato del fumetto indipendente. Si avvale dell'apporto di autori già affermati ed emergenti pubblicando sia opere originali che su licenza.

## Storia
Anche se sul sito ufficiale Ross Richie è accreditato come fondatore dei Boom!Studios, su più articoli e fonti viene citato come Andrew Cosby come cofondatore della casa editrice. I due debuttano nel campo professionale dei comics nel 1993, l'anno in cui è raggiunto l'apice delle vendite nell'intera storia del fumetto. Vengono assunti dalla Malibu Comics che all'epoca distribuiva i fumetti della neonata Image Comics di Rob Liefeld, Todd McFarlane e soci. La Malibu sta cercando di sfruttare la visibilità datagli dalle serie record di incassi della Image e lancia anche una propria linea di fumetti. In quest'ottica vi è necessità di aumentare il personale di redazione e quindi l'assunzione del duo Richie-Cosby. In seguito al repentino collasso del mercato fumettistico, dopo solo due anni perdono il lavoro ma l'esperienza maturata e la passione per i fumetti li porta all'idea di creare una nuova casa editrice indipendente. Questo avviene però dieci anni dopo con la fondazione dei Boom!Studios.